# Gran Bretagna ai XVI Giochi olimpici invernali
La Gran Bretagna partecipò ai XVI Giochi olimpici invernali, svoltisi ad Albertville, Francia, dall'8 al 23 febbraio 1992, con una delegazione di 49 atleti impegnati in dieci discipline.